# Huddle

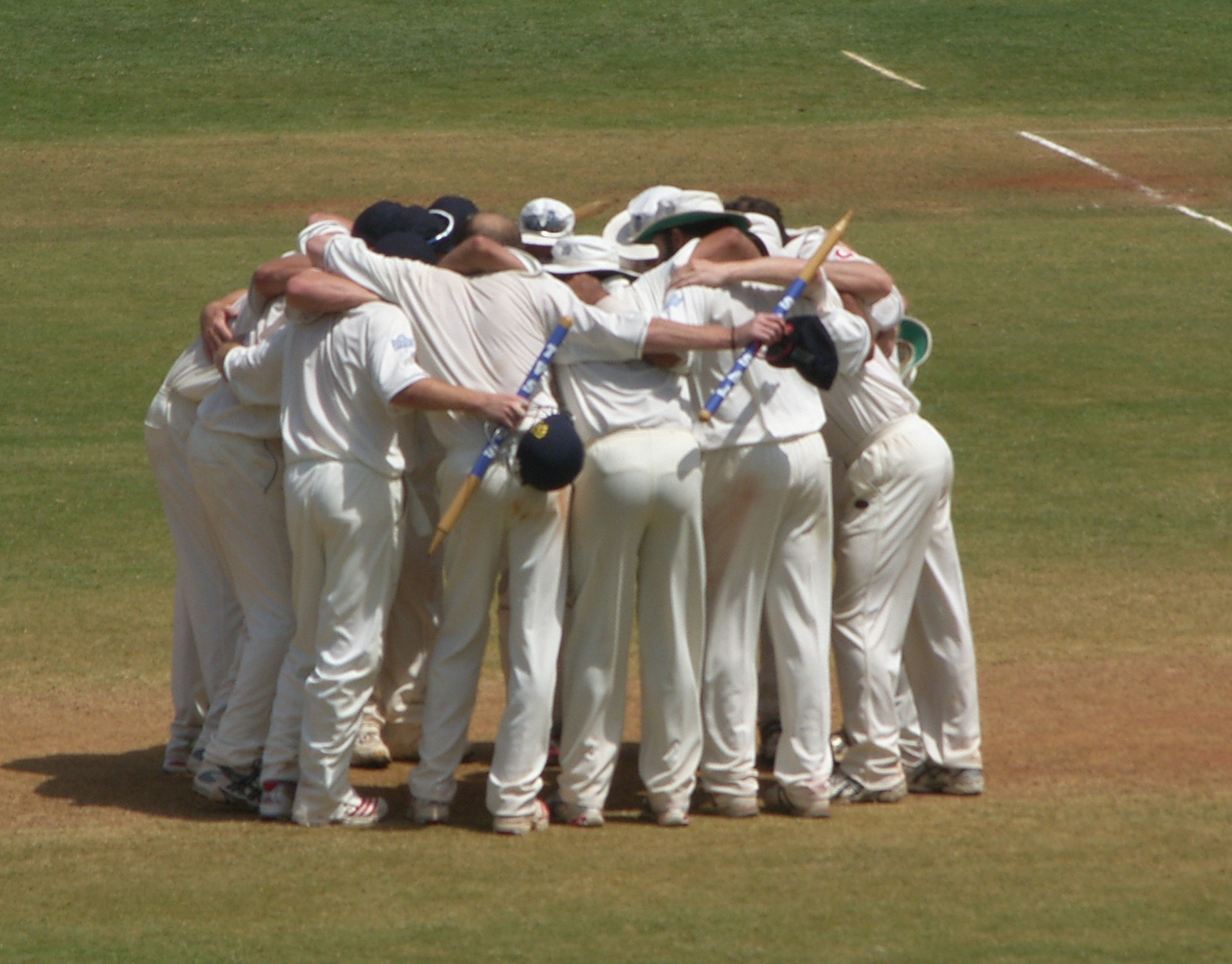
Um huddle em uma partida de basebol

No esporte, um huddle ou conferência é quando uma equipe se reúne junto, geralmente em um círculo apertado, para formular estratégias, motivar ou comemorar. É uma estratégia popular para manter os adversários isolados de informações sigilosas, e atua como uma forma de isolamento quando o nível de ruído no local é tão intenso que a comunicação em campo se torna difícil. Geralmente o líder do huddle é o capitão da equipe, que irá tentar e inspirar seus companheiros de equipe para alcançar o sucesso. O termo é bastante popular em alguns países de língua inglesa como os Estados Unidos.